# Autriche aux Jeux olympiques d'été de 1928
L'équipe olympique d'Autriche participe aux Jeux olympiques d'été de 1928 à Amsterdam. Elle y remporte trois médailles : deux en or et une en bronze, se situant à la dix-huitième place des nations au tableau des médailles.Les deux médailles d'or conquises par les Autrichiens l'ont été en Haltérophilie. 

## Tous les médaillés autrichiens
| Médaille           | Nom                      | Sport         | Épreuve                  |
| ------------------ | ------------------------ | ------------- | ------------------------ |
| Médaille d'or      | Franz Andrysek           | Haltérophilie | Poids plumes, – 60 kg    |
| Médaille d'or      | Hans Haas                | Haltérophilie | Poids légers, 60–67.5 kg |
| Médaille de bronze | Leo Losert Viktor Flessl | Aviron        | Deux de couple           |